# Samowo
Samowo (deutsch Zamow) ist ein Dorf in der Woiwodschaft Westpommern in Polen. Es liegt in der Gmina Kołobrzeg (Landgemeinde Kolberg) im Powiat Kołobrzeski (Kolberger Kreis).
Das Dorf liegt in Hinterpommern, etwa 90 Kilometer nordöstlich von Stettin und etwa 15 Kilometer südwestlich von Kolberg. Die Ostseeküste liegt etwa 8 Kilometer nördlich.
In Ludwig Wilhelm Brüggemanns Ausführlicher Beschreibung des Herzogtums Vor- und Hinterpommern (1784) ist Zamow unter den Dörfern des Amtes Treptow aufgeführt. Damals gab es in Zamow einen Freischulzen, vier Bauernstellen, drei Zweidrittelbauernstellen, fünf Büdnerhäuser und einen Schulmeister, insgesamt 15 Haushaltungen („Feuerstellen“).
Nach der Volkszählung von 1871 gab es in der Gemeinde Zamow 27 Wohngebäude mit 206 Einwohnern in 39 Haushaltungen. Bis 1945 bildete Zamow eine Landgemeinde im Landkreis Greifenberg i. Pom. in der preußischen Provinz Pommern. Zur Gemeinde gehörten neben Zamow keine weiteren Wohnplätze.
1945 kam Zamow, wie ganz Hinterpommern, an Polen. Der Ortsname wurde zu „Samowo“ polonisiert. Heute gehört der Ort zur Gmina Kołobrzeg (Landgemeinde Kolberg), in der er ein eigenes Schulzenamt bildet.